# Petromyscus
Petromyscus là một chi động vật có vú trong họ Nesomyidae, bộ Gặm nhấm. Chi này được Thomas miêu tả năm 1926. Loài điển hình của chi này là Praomys collinus Thomas and Hinton, 1925.

## Các loài
Chi này gồm các loài: